# Смецкой, Николай Николаевич
Никола́й Никола́евич Смецко́й (18 октября 1852, Москва — 9 октября 1931, Сухуми) — российский меценат и предприниматель. Создатель Сухумского дендропарка, основатель абхазских санаториев для больных туберкулёзом.

## Биография
Родился в семье директора Константиновского межевого института Н. П. Смецкого. Окончил юридический факультет Московского университета. В 1882 году женился на дочери археолога Ю. Д. Филимонова. Через семь лет из-за болезни жены семья перебралась в Сухуми.
Живя в Абхазии, внёс значительный вклад в развитие науки, экономики и культуры края. Здесь в 1890—1910 годах Смецким был разбит крупный парк субтропических растений (нынешний Сухумский дендропарк) и построены санатории для лечения лёгочных больных (корпус в Агудзере и два корпуса в Гульрипше).
По сути Николай Николаевич Смецкой стал выдающимся организатором абхазской экономики, начинателем оптовой торговли на Черноморском побережье Кавказа, одним из виднейших деятелей всего Кавказа в области дендрологии, научного ботаниковедения, виноградарства, виноделия и цитрусоведения.
Помимо этого занимался общественной и благотворительной деятельностью: был гласным Сухумской городской Думы, финансировал строительство ряда общественных зданий города.
После установления Советской власти Смецкой с женой остались жить в своём бывшем имении при дендропарке (за ними закрепили его нижний этаж). С 1923 года — персональный пенсионер.
Умер в 1931 году от кровоизлияния в мозг.
В 1964 году у входа в дендропарк его основателю был установлен памятник.